# Lisa Kirk
Lisa Kirk, nascida Elsie Kirk (Charleroi, 25 de fevereiro de 1925 - Nova Iorque, 11 de novembro de 1990), foi uma atriz e cantora americana conhecida por seus talentos cômicos e voz contralto (sua voz era chamada de rouca alto).
1. ↑  Bloom, Ken and Vlastnik, Frank. Broadway Musicals: the 101 Greatest Shows of All Time. Black Dog Publishing, 2004, ISBN 1-57912-390-2, p. 173